# Віктор Ранхель
Віктор Ранхель (ісп. Víctor Rangel, нар. 11 березня 1957, Мехіко) — мексиканський футболіст, що грав на позиції нападника, зокрема за «Гвадалахару», а також за національну збірну Мексики.

## Клубна кар'єра
У дорослому футболі дебютував 1976 року виступами за команду «Гвадалахара», в якій протягом шести сезонів взяв участь у 168 матчах чемпіонату.
Згодом провів сезон 1982/83 у лавах «Леона», після чого ще на рік повернувся до «Гвадалахари».
Протягом 1984–1986 років захищав кольори «Атлетіко Потосіно», а завершував ігрову кар'єру у команді «Пуебла», за яку виступав до 1988 року.

## Виступи за збірну
1977 року дебютував в офіційних матчах у складі національної збірної Мексики. Наступного року у складі збірної був учасником чемпіонату світу 1978 в Аргентині. На цьому провальному для мексиканців турніру, на якому вони поступилися в усіх трьох матчах групового етапу із загальним рахунком 2:12, був гравцем основного складу, виходивши на поле в усіх іграх. У заключній грі групового етапу забив гол у ворота збірної Польщі, зрівнявши рахунок матчу, який врешті-решт його команда програла 1:3.
Загалом протягом кар'єри у національній команді, яка тривала 4 роки, провів у її формі 17 матчів, забивши 7 голів.

## Титули і досягнення
- Переможець Панамериканських ігор: 1975
- Переможець Чемпіонату націй КОНКАКАФ: 1977